# Церковь Святой Троицы (Германишки)
Церковь Святой Троицы (бел. Касцёл Найсвяцейшай Тройцы) — католический храм в деревне Германишки, Гродненская область, Белоруссия. Относится к Радуньскому деканату Гродненского диоцеза. Памятник архитектуры, построен в 1886—1909 годах в стиле неоготика. В настоящее время приход обслуживают паллоттинские священники.

## История

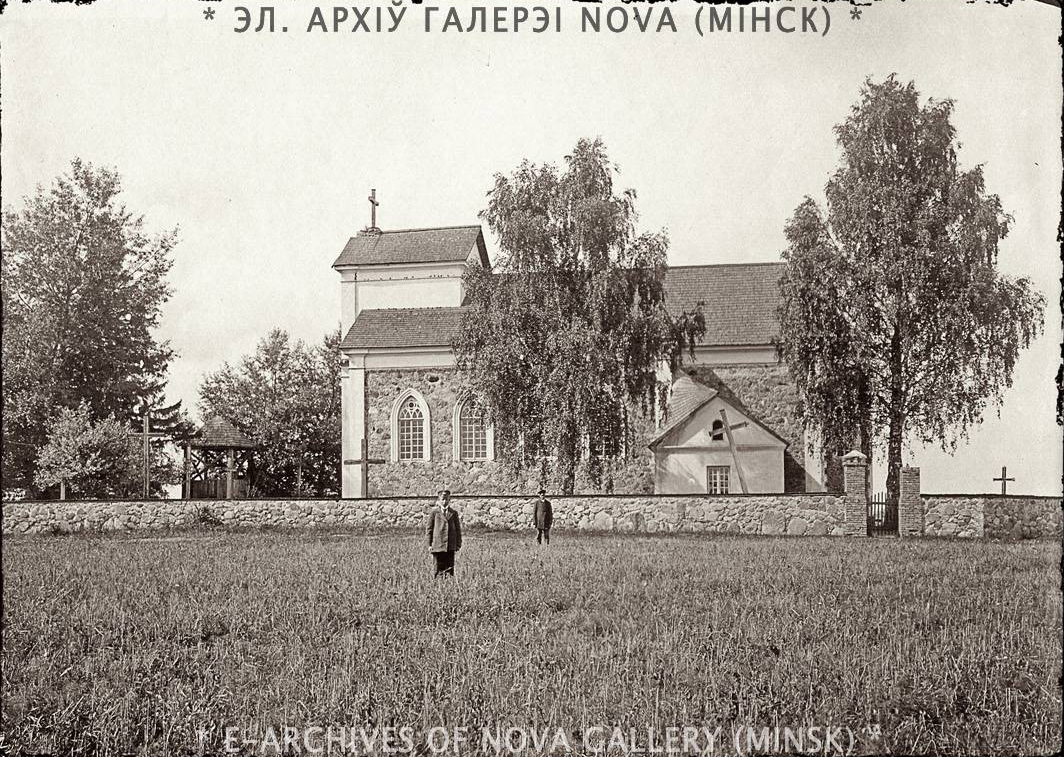
Костёл в Германишках. Фото начала XX века

В письменных источниках Германишки впервые упоминаются в 1387 году, когда великий князь Ягайло передал деревню Германишки вместе с рядом других деревень в собственность возведённого им Собора Святого Станислава в Вильне. В 1452 году здесь основан филиальный приход Виленской епархии, а в 1559 году — самостоятельный католический приход.
В 1686 году был построен деревянный костёл Святой Троицы. В XVIII веке Германишки были владением виленского епископа. В 1886—1909 годах построено современное каменное здание Троицкого храма.
В 1965 году храм был закрыт советскими властями, возвращён верующим в 1987 году, повторное освящение после реконструкции состоялось 17 июня 2000 года.

## Архитектура

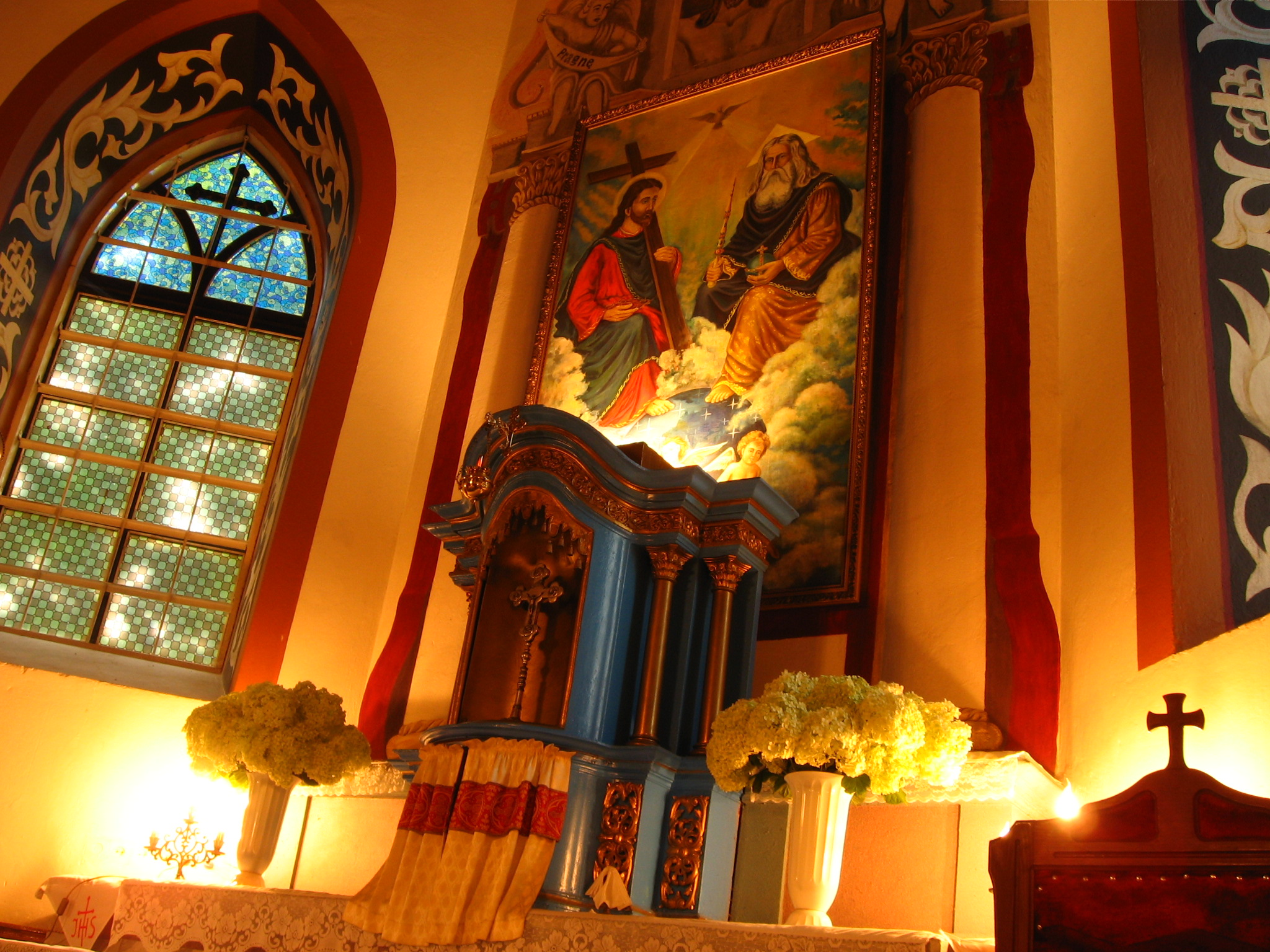
Главный алтарь и заалтарный образ

Памятник архитектуры в стиле неоготики. Церковь обнесена бутовой оградой с трёхпролётной брамой. К прямоугольному в плане основному объёму со стороны главного фасада пристроена трёхъярусная шатровая колокольня (надстроена в 1920-е годы). Вытянутая пятигранная апсида объединена с основным объёмом общей крышей, по бокам имеет боковые низкие ризницы. На полихромных стенах выделяются оштукатуренные и побелённые элементы архитектурного декора — профилированные плинтуса стрельчатых оконных проемов, карнизы и угловые лопатки. В интерьере храма выделяется заалтарный образ с изображением Пресвятой Троицы. В углу бутовой ограды храма находится часовня, воздвигнутая во второй половине XIX века.